# Eesti Karikas 1994-1995
La Coppa d'Estonia 1994-1995 (in estone Eesti Karikas) è stata la 3ª edizione del torneo dopo l'indipendenza dell'Estonia. Il Flora Tallinn ha vinto il trofeo per la prima volta nella sua storia.

## Formula
Non sono noti i risultati di tutti gli incontri; nei quarti di finale e nelle semifinali si giocarono gare di andata e ritorno. La finale fu disputata in gara unica.

## Quarti di finale
| Squadra 1     | Totale | Squadra 2        | Andata | Ritorno |
| ------------- | ------ | ---------------- | ------ | ------- |
| Kalev Pärnu   | 2 - 14 | Lantana Tallinn  | 0 - 6  | 2 - 8   |
| Flora Tallinn | 6 - 2  | EP Jõhvi         | 4 - 2  | 2 - 0   |
| Sadam Tallinn | 8 - 2  | Tulevik Viljandi | 4 - 1  | 4 - 1   |
| Norma Tallinn | 1 - 3  | Trans Narva      | 1 - 1  | 0 - 2   |

## Semifinali
| Squadra 1       | Totale | Squadra 2     | Andata | Ritorno |
| --------------- | ------ | ------------- | ------ | ------- |
| Sadam Tallinn   | 0 - 6  | Flora Tallinn | 0 - 3  | 0 - 3   |
| Lantana Tallinn | 3 - 1  | Trans Narva   | 2 - 1  | 1 - 0   |

## Finale
| Squadra 1     | Risultato | Squadra 2       |
| ------------- | --------- | --------------- |
| Flora Tallinn | 2 - 0     | Lantana Tallinn |

| Arbitro: | Jüri Saar |

|                                         |           |  |
| Marko Kristal 59’ Ričardas Zdančius 72’ | Marcatori |  |